# El Tanque, Chiapas
El Tanque är en ort i Mexiko.   Den ligger i kommunen Comitán Municipality och delstaten Chiapas, i den sydöstra delen av landet, 800 km öster om huvudstaden Mexico City. El Tanque ligger 2 304 meter över havet och antalet invånare är 155.
Terrängen runt El Tanque är kuperad. Runt El Tanque är det ganska tätbefolkat, med 100 invånare per kvadratkilometer. Närmaste större samhälle är Teopisca, 19,1 km väster om El Tanque. I omgivningarna runt El Tanque växer huvudsakligen savannskog.